# Дамское седло

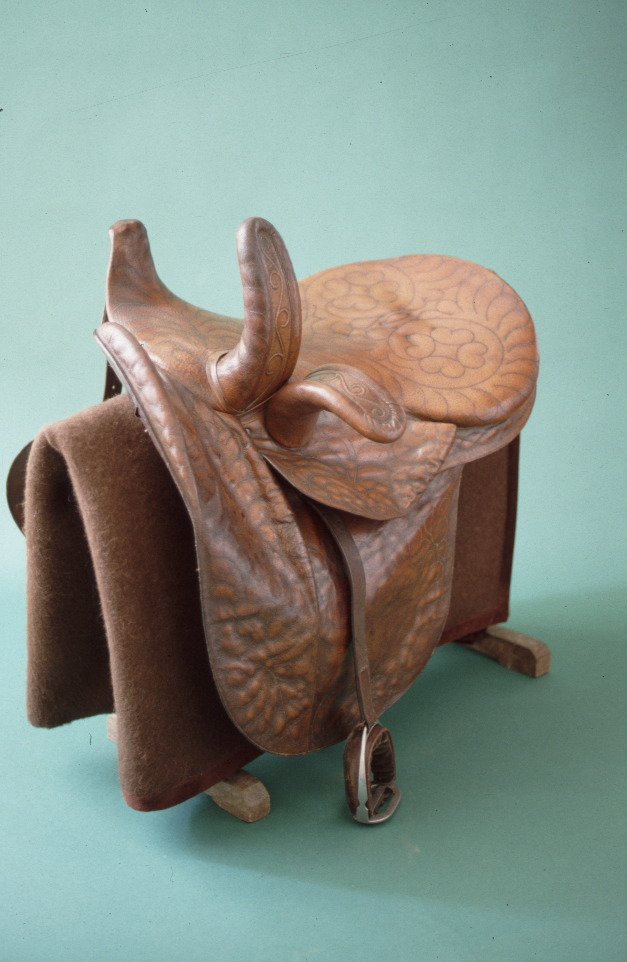
Дамское седло

Дамское седло — часть экипировки снаряжения для верховой езды. Главное отличие дамского седла от обыкновенного — наличие двух передних лук с левой стороны. Левая верхняя лука — для обхвата правой ногой, нижняя — для упора левой в случаях необходимости.

## Конструкция и характеристики

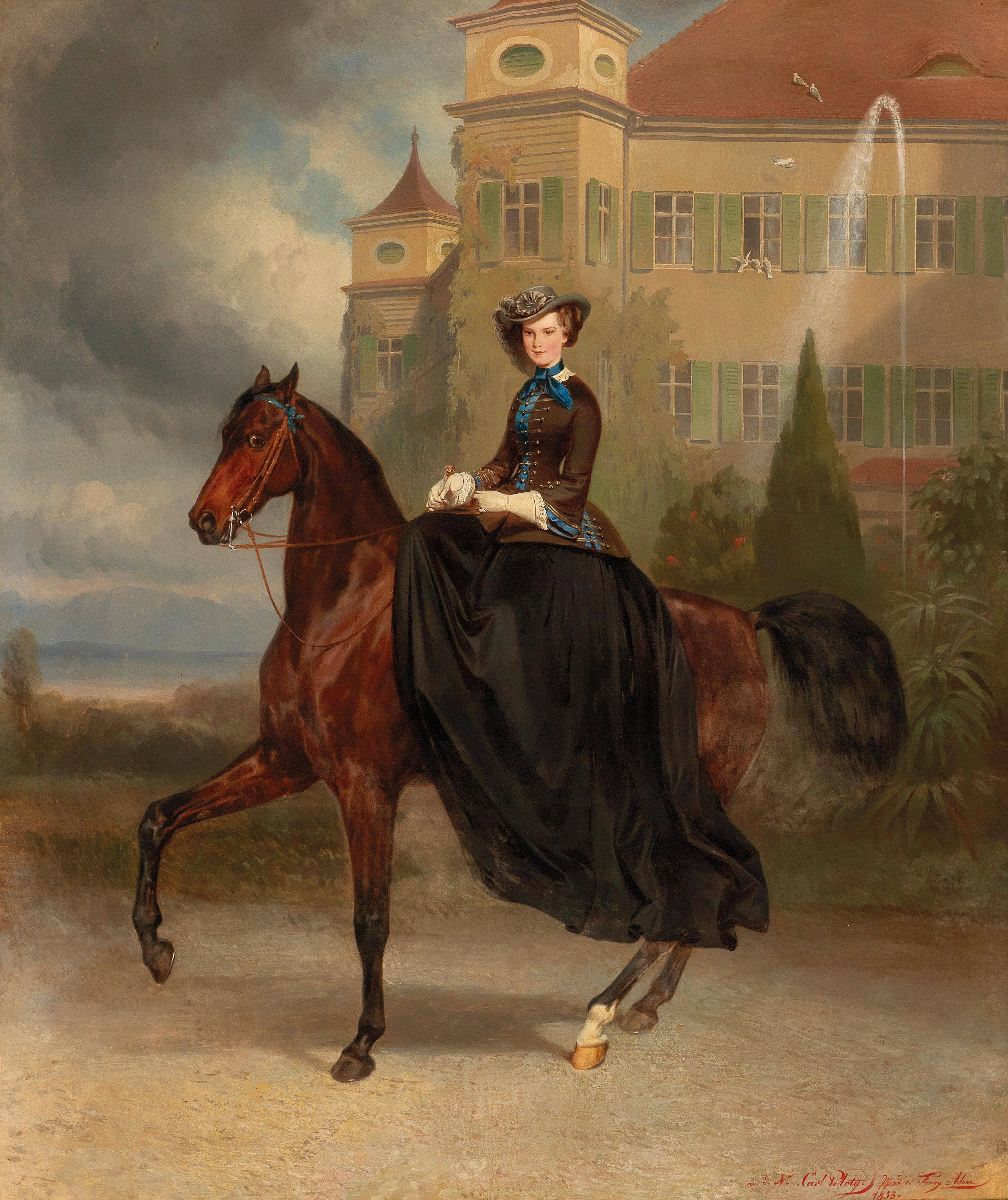
Елизавета Баварская в дамском седле

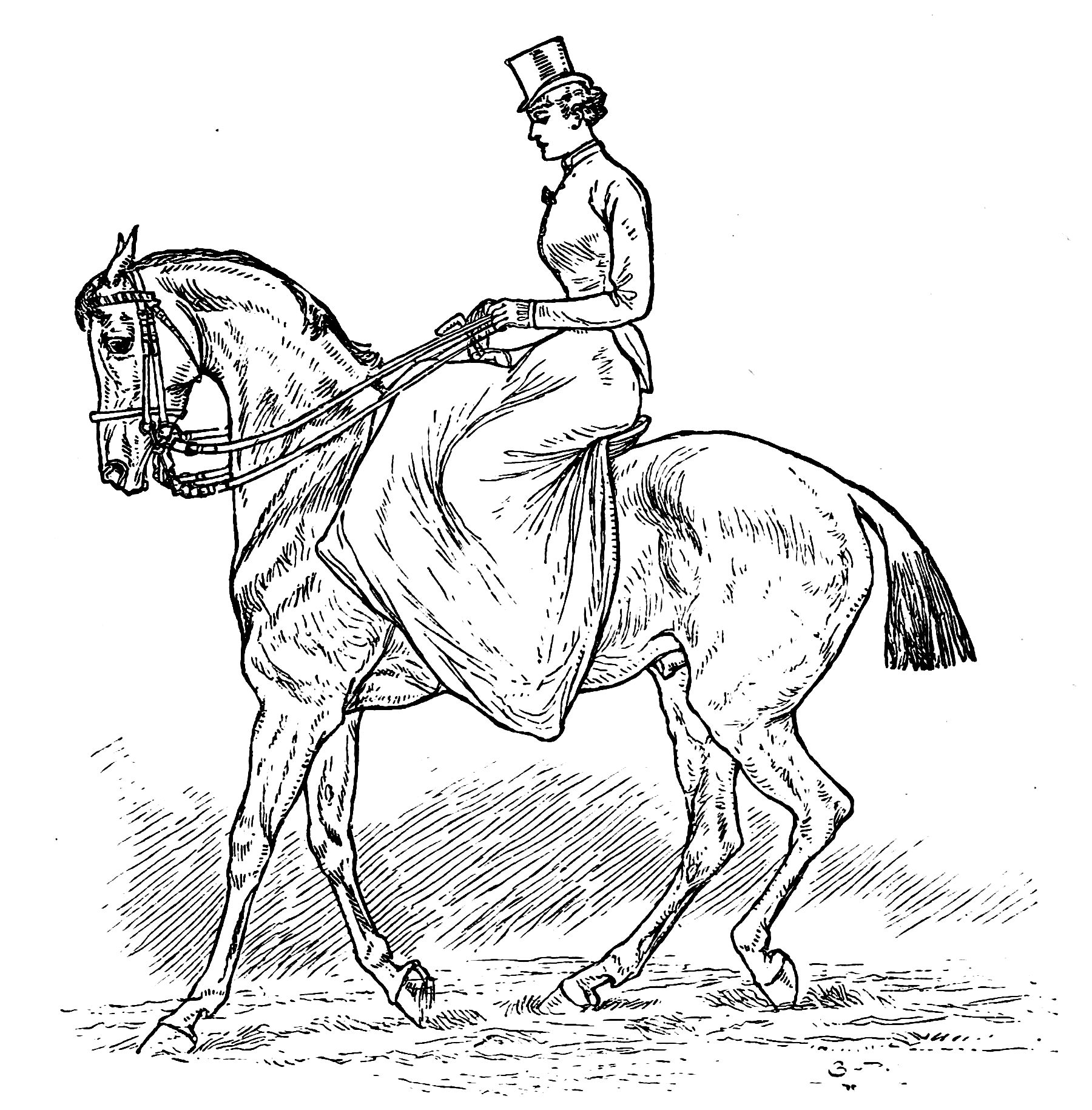
Иллюстрация из книги Horsemanship for Women, 1887

Средний вес моделей старых английских дамских седел в полной комплектации (с путлищем и стременем) составлял около 9-13 кг. Современные же мастера-шорники в своей работе применяют более легкие материалы — твердую пластмассу для изготовления ленчика и синтетический наполнитель. Вес такого седла около 5-6 кг. Поверхность сиденья дамского седла прямая широкая. Длина соответствует длине бедра всадника. Ширина седла подбирается таким образом, чтобы всадница не свешивалась ни на одну из сторон. Седельная подушка приподнимает дамское седло на 8-13 см над спиной лошади. Всадница сидит дальше от центра тяжести лошади, по сравнению с обычным всадником, что делает такую посадку более безопасной в экстренных случаях. Стремя у дамского седла короткое. Если у седла нет механизма быстрого высвобождения путлища из замка, то используется «безопасное» стремя, раскрывающееся и высвобождающее ногу наездницы при падении. Для дамского седла используется основная подпруга, которая шире и прочнее, чем обычная, и, как правило, балансировочная, идущая от приструги с левой стороны до полукольца на правой задней стороне седла. Для того чтобы избежать возможного дискомфорта лошади, балансировочная подпруга пропускается через петлю, расположенную снизу на основной подпруге. Иногда балансировочная подпруга представляет собой часть подпруги, пришитой к основной и пристегиваемой свободным концом к кольцу на задней правой части седла.

## Посадка всадника
«10 золотых правил» посадки в дамском седле
1. Сидя в боковом седле, распределяйте вес на правом бедре.
2. Правая нога должна свободно располагаться на верхней луке. Расстояние от верхней луки до места под коленкой должно быть не менее 2 см.
3. Левое бедро должно быть выдвинуто вперёд так, чтобы за ним всё тело подалось вперёд, это даст возможность распределить вес на правом бедре.
4. Держать плечи развёрнуто и прямо, не сгибаться в талии.
5. Спину держать прямо, затылок стремится вверх.
6. Левая пятка опущена вниз, а левое колено прижато к седлу.
7. Не опускать подбородок вниз, смотреть прямо перед собой.
8. Стремя требуется только для отдыха левой ноги, не переносить в него вес тела.
9. Балансировать на правом бедре и не сжимать луки седла коленями.
10. Кисти рук держать свободно, а локти прижать к талии.

## Экипировка
Основные составляющие костюма: жилетка, галстук, рубашка, пиджак с фалдами, передник, бриджи и сапоги. Головные уборы: шляпа — котелок для охоты, каска для конкура и для детей, цилиндр для выездки. Цилиндр обязательно с вуалью и шиньон для обладательниц длинных волос. По классификации British Side-Saddle Association существует пять видов костюмов для дамской верховой езды: для выступлений по выездке, для выступлений по конкуру, для охоты, для взрослых и для подростков.

## История
Первые дамские седла сильно отличались от современных образцов. К сиденью-подушке крепился приступок, на которую всадница могла поставить ноги. Активная езда в таком седле была опасна и всадницу сопровождал мужчина, ведущий лошадь под уздцы. В 1382 году Анна Чешская, жена Ричарда II привносит изменения в посадке. Корпус дамы разворачивается параллельно плечам лошади, что обеспечивает большую безопасность и больший контроль над лошадью. После изменения посадки вносятся изменения и в конструкцию седла — это первая верхняя лука для поддержки правой ноги всадницы. Вторая же верхняя лука была разработана во Франции в 1580-х годах, во времена Екатерины Медичи, страстной поклонницы охоты и верховой езды. В таком седле всадница могла перекинуть свою правую ногу через одну из верхних лук, а вторая поддерживала эту же ногу справа, что сделало дамскую езду более безопасной. В 1770 и 1803 годах появляются первые книги о дамской езде. В 1830 году француз Шарль Пелье дорабатывает нижнюю луку сделав её подвижной, повторяющей изгиб левой ноги всадницы. Этот механизм позволил легче преодолевать препятствия в дамском седле. Усовершенствование придало дамскому седлу его сегодняшний вид и высокую степень безопасности. В 1870 году появилась балансировочная подпруга обеспечивающая большую устойчивость седла, безопасное стремя, раскрывающееся и высвобождающее ногу всадницы при падении, а также механизм замка, высвобождающий путлище при падении всадницы. К середине XIX века с появлением среднего класса верховая езда становится популярным увлечением. В это же время открылось и большинство компаний, специализирующихся на производстве дамских седел. После Второй мировой войны изменение моды привело к тому, что дамы, желавшие отличаться от мужчин и в верховой езде, предпочитающие дамскую езду, оказались в меньшинстве. Сегодня дамская верховая езда переживает своё второе рождение, а в Великобритании находится на подъёме. Английская королева Елизавета II до недавних пор принимала все официальные конные парады в дамском седле.